# Driss Bamous
Driss Bamous (Berrechid, 15 de dezembro de 1942 - 16 de abril de 2015) foi um futebolista marroquino, que atuava como meia.

## Carreira
A única equipe em que atuou foi o FAR Rabat.
Defendeu a Seleção de seu país em uma Copa do Mundo, a de 1970. Em 2006, foi nomeado um dos 200 melhores jogadores da premiação do jubileu da Confederação Africana de Futebol.
Antes, em 2002, foi nomeado general pela FAR.